# ATLAS-kísérlet
ATLAS (A Toroidal LHC ApparatuS, Egy Toroidális LHC Apparátus) a CERN-beli nagy hadronütköztető gyűrű (LHC) nevű részecskegyorsító öt épülő részecskedetektorának egyike. 45 méter hosszú és 25 méter átmérőjű hengeres detektor, 7000 tonnát nyom, amely nagyjából az Eiffel-torony tömege. 
A projekt 2500 tudóst és mérnököt foglalkoztat a világ 37 országának 169 intézetéből. A berendezés 2008-ban lett kész. A kísérletek várhatóan olyan jelenségeket fognak mérni, amelyekben olyan nagy tömegű részecskék vesznek részt, amelyeket nem lehetett mérni a korábbi alacsonyabb energiájú gyorsítókkal, és olyan új elméletekhez adhat támpontot, melyek túlmutatnak a részecskefizika standard modelljén.

## Története és céljai
Az ATLAS-együttműködés, a detektort építő fizikusok csoportja, 1992-ben jött létre, amikor a javasolt EAGLE (Experiment for Accurate Gamma, Lepton and Energy Measurements) és ASCOT (Apparatus with Super COnducting Toroids) együttműködés egyesítette erőit, hogy egyetlen, általános célú részecskedetektort tervezzenek a nagy hadronütköztető-gyűrű számára. Az új terv a két korábbi terv ötvözete lett, és felhasználták azt a detektorkutatást és fejlesztést, amit a Superconducting Supercolliderhez létrehoztak. Az ATLAS-kísérletet jelenlegi formájában 1994-ben javasolták, és hivatalosan 1995-ben alapították meg. További országok, egyetemek és laboratóriumok csatlakoztak a következő években, és további intézetek és fizikusok csatlakoznak az együttműködéshez ma is. Az elkészítése az egyes intézetekben kezdődött, a detektoralkatrészeket a CERN-be szállították, és 2003-tól kezdődően szerelik fel az ATLAS kísérleti állványára.

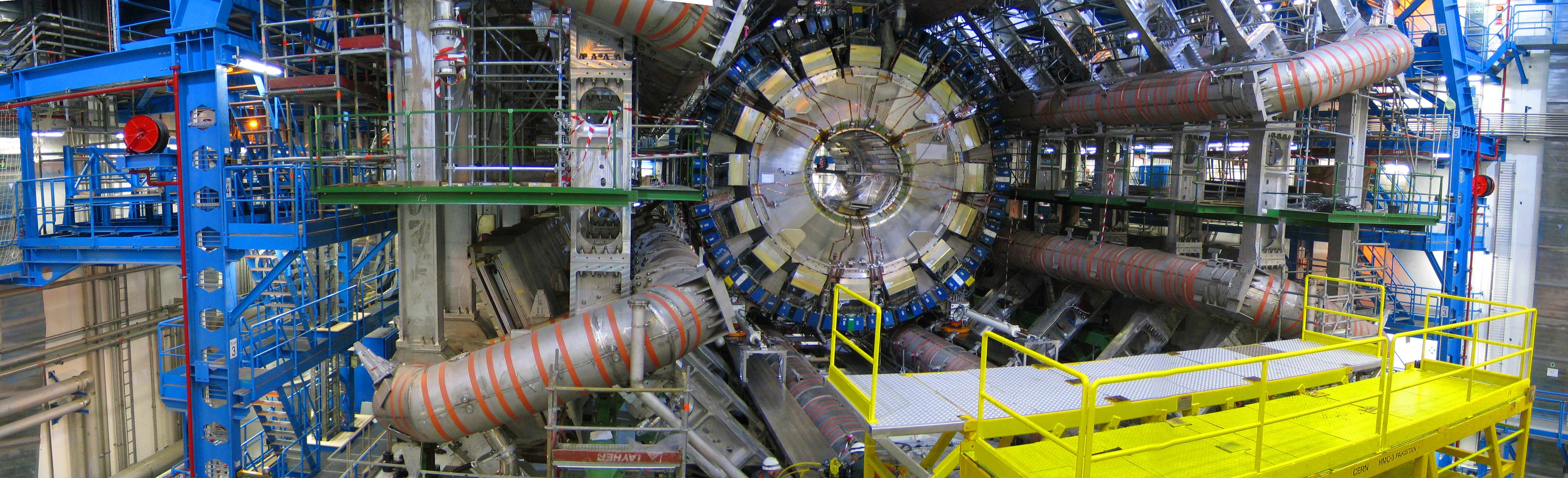
Az ATLAS 2005 novemberében. A középső kerek lyuknál találkoznak a protonok. A vastag fényszínű csövek a barna szalagokkal tartalmazzák a mágnest

Az ATLAS-t általános célú detektornak tervezték. Amikor az LHC által létrehozott protonnyaláb protonjai ütköznek a detektor középpontjában, akkor sok különféle részecske jön létre, melyek energiája széles tartományt ölel fel. Ahelyett, hogy az egyes fizikai folyamatokra koncentrálnának, az ATLAS a lehető legtöbb jelet rögzíti. Ez várhatóan biztosítja, hogyha valamilyen újfajta folyamat vagy részecske jelenik meg, akkor az ATLAS képes lesz észlelni, és megmérni az adatait. A korábbi gyorsítóknál – mint amilyen a Tevatron és a LEP – a kísérleteket hasonló filozófiával tervezték. Mégis az LHC egyedülálló kihívása – a rendkívüli energiája és óriási ütközésszáma – szükségessé teszi, hogy az ATLAS-detektor nagyobb és összetettebb legyen a valaha épült összes eddiginél.

## Háttér

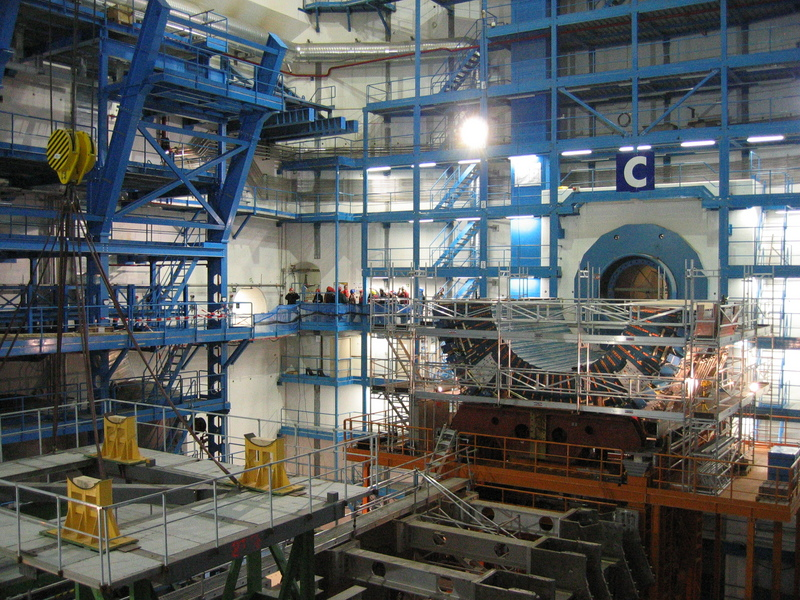
Az ATLAS-kísérlet detektora 2004 októberében készítés közben a kísérleti padon; a mindenkori készültségi állapot itt látható. A háttérben levő emberek mutatják a méretarányt

A ciklotron a részecskegyorsítók egyik legkorábban kifejlesztett típusa volt, a legelsőt Ernest O. Lawrence építette 1931-ben, átmérője nagyjából tíz centiméter volt, és nagyjából 1MeV-es energiára gyorsított. Azóta a gyorsítók rendkívüli mértékben megnövekedtek, hogy egyre nagyobb és nagyobb tömegű részecskéket hozhassanak létre. Ahogy a gyorsítók növekedtek, úgy az ismert részecskék száma is, amit vizsgálni kellene. A részecskék kölcsönhatásainak legszélesebb körű modellje jelenleg az úgynevezett standard modell; a Higgs-bozon kivételével a modell összes részecskéjét felfedezték, de a standard modell elromlik a jelenleg vizsgált energiákon (TeV-en) túl. Várhatóan egy standard modellen túli fizika írja le a részecskefizikát nagyobb energiákon, mely a standard modellel egyenértékű a már vizsgált energiákon. A legtöbb ilyen elmélet új, nagy tömegű részecskéket feltételez. A nagy hadronütköztető-gyűrű (LHC) 27 km kerületű alagútja két protonnyalábot fog ütköztetni olyan energián, mely hétmilliószor nagyobb az első gyorsítóénál; ha léteznek, akkor képes lesz olyan részecskék tömeges előállítására, melyek tömege tízszer nagyobb a ma ismert legnehezebb részecskéknél.
A gyorsítókban előállított részecskéket nem elég előállítani, meg is kell figyelni, ami a részecskedetektorok feladata. Az 1970-es évektől kezdődően a detektorokat hagymaszerűen tervezik, teljesen körülvéve a kölcsönhatás helyét – ahol a gyorsítóból jövő részecskenyalábok ütköznek – különböző típusú detektorrétegekkel. A különböző nyomok, amelyet a részecskék az egyes rétegekben hagynak, lehetővé teszi a hatékony részecskeazonosítást, és az energiájuknak és a lendületüknek pontos mérését. Az egyes detektorrétegek szerepét lejjebb tárgyaljuk majd. Ahogy a gyorsító által létrehozott részecskék energiája növekszik, a hozzá csatlakozó detektoroknak is növekedniük kell, hogy képesek legyenek mérni és megállítani a nagyobb energiájú részecskéket. Ezért az ATLAS a legnagyobb detektor, amelyet valaha is építettek, és képes megmérni az olyan óriási tömegű részecskék tulajdonságait, amelyeket az LHC létrehoz.

## Fizikai program

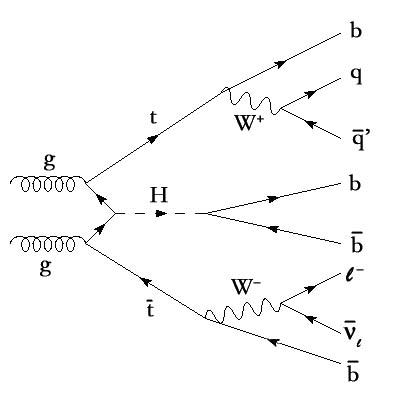
Egy ábra (úgynevezett Feynman-gráf) arról, hogyan hat kölcsön két – a LHC protonütközéséből származó – virtuális gluon a feltételezett Higgs-bozont t (top)-kvarkot és anti-t-kvarkot hozva létre. Ezek ezután a kvarkok és leptonok sajátos kombinációjára bomlanak tovább, amelyeket igen nehezen jöhetnek létre más folyamatokban. Ehhez hasonló elegendő bizonyítékok összegyűjtése remélhetőleg lehetővé teszi majd az ATLAS-együttműködésnek, hogy felfedezzék a Higgs-bozont

Az ATLAS-t arra szánták, hogy különböző típusú fizikákat vizsgáljon meg az LHC ütközéseiben elérhetővé váló energiákon. Ezek közül néhány megerősítése vagy továbbfejlesztése a standard modellnek, míg mások új fizikai elméletek utáni kutatások.
Az ATLAS egyik legfontosabb feladata a standard modell utolsó hiányzó részecskéjének, a Higgs-bozonnak a vizsgálata. A Higgs-mechanizmus, amelyben a Higgs-bozon szerepel, ad tömeget az elemi részecskéknek; ez teszi különbözővé a gyenge és az elektromágneses kölcsönhatást, tömeget adva a W- és Z-bozonoknak, míg a fotont tömegtelenül hagyja. Ha a Higgs-bozont nem fedezi fel az ATLAS, akkor azt feltételezik, hogy az elektrogyenge szimmetriasértés egy másik formáját fogják felfedezni, amely ugyanazt a jelenséget magyarázza. A standard modell egyszerűen matematikailag nem következetes az LHC nagy energiáin enélkül a mechanizmus nélkül. A Higgs-bozont a belőle létrejövő részecskék segítségével lehet észlelni: a legegyszerűbb észlelni azokat a folyamatokat, amikor két fotonra, két b (bottom)-kvarkra vagy négy leptonra bomlik. Néha csak akkor lehet ezeket a bomlásokat egyértelműen a Higgs-bozonnak tulajdonítani, ha ezek más részecskékkel együtt jönnek létre (példa a jobb oldali diagram).
Az anyag és az antianyag viselkedése közötti aszimmetriát, amely CP-sértésként ismert, szintén vizsgálja a kísérlet. A jelenlegi CP-sértési kísérletek, mint a BaBar és a Belle még nem tudtak számot adni elegendő CP-sértésről a standard modellben, amely elegendő lenne a világegyetemben megfigyelhető antianyag hiányára. Lehetséges, hogy a fizika új modelljei további CP-sértést szolgáltatnak, fényt vetve erre a problémára. Ezeket a modelleket vagy új részecskék megfigyelésével igazolhatjuk meg közvetlen módon, vagy a B-mezon tulajdonságainak mérésével közvetve. (Az LHCb, az LHC B-mezonok vizsgálatára szánt detektora jobban illik ez utóbbi a feladathoz.)
A t (top)-kvarkot 1995-ben a Fermilabnál fedezték fel, és eddig a tulajdonságait csak nagyjából sikerült megmérni. Az LHC nagyobb energiáján, és nagyobb ütközési gyakoriságánál, rendkívül sok t-kvark keletkezik majd, lehetővé téve, hogy az ATLAS sokkal pontosabban mérje a tömegét és a kölcsönhatásait más részecskékkel. Ezek a mérések közvetett információkkal szolgálnak a standard modell részleteiről, talán olyan következetlenségekre derít fényt, amely egy új fizika irányába mutat. Hasonló pontos méréseket fognak végezni más ismert részecskéken is; például a W-bozon tömegét várhatóan kétszer olyan pontosan tudja majd megmérni az ATLAS, mint ahogy eddig sikerült.
Talán a legizgalmasabb kutatási terület a fizika új modelljeinek közvetlen keresése. Sok jelenleg is folyó kutatás tárgya a szuperszimmetria sérülése. Azért olyan divatos az elmélet, mert egy sor elméleti fizikai problémát oldana meg és a húrelmélet majdnem minden modelljében létezik. A szuperszimmetrikus modell új, nagy tömegű részecskéket jósol; az esetek döntő többségében ezek olyan nagyenergiájú kvarkokra és stabil nehéz részecskékre bomlanak, amelyek igen kis valószínűséggel hatnak kölcsön a közönséges anyaggal. A stabil részecskék elszökhetnek a detektorból, egy vagy több nagyenergiájú kvarkdzsetet hagyva hátra és nagy adag „hiányzó” lendületet. Más feltételezett nagy tömegű részecskék, mint amilyeneket a Kaluza–Klein-elmélet jósol, hasonló jelet hagyhat hátra, de ezek felfedezése mindenképpen arra mutatna, hogy van valamilyen standard modellen túli fizika.
Egy távoli lehetőség (ha a Világegyetemnek extra dimenziói vannak), hogy mikroszkopikus fekete lyukak jöhetnek létre az LHC-ben. Ezek azonnal elbomlanánk a Hawking-sugárzás következtében, mindenféle standard modellbeli részecskét egyenlő számban hozva létre kétségtelen jelet hozva létre az ATLAS-detektorban. Ebben az esetben a Higgs-bozonok és t-kvarkok eredeti tanulmányozása helyett a fekete lyukból származóakat lehetne vizsgálni.

## Detektorrétegek
Az ATLAS-detektor egy sor egyre nagyobb koncentrikus hengerfelületből áll a protonok ütközési pontja körül. (Felépítése hasonló a másik LHC-kísérlethez, a CMS-hez, annak ábrái segíthetnek a megértésben.) Ezek négy nagyobb részre oszthatóak: a belső detektorra, a kaloriméterekre, a müon-spektrométerre és a mágnesrendszerre. Mindegyik több rétegből áll. Az egyes detektorrétegek egymást kiegészítik: a belső detektor a részecskék nyomvonalát méri pontosan, a kaloriméterek a megállított részecskék energiáját, a müonrendszer további méréseket végez a nagy áthatolóképességű müonokkal kapcsolatban. A két mágnesrendszer meghajlítja a töltött részecskék pályáját a belső detektorban és a müonspektrométerben, lehetővé téve a lendület mérését.
Az egyetlen stabil részecske, melyet nem lehet közvetlenül észlelni a neutrínó, a jelenlétükre csak a hiányzó lendületből következtethetünk. Emiatt a detektornak „hermetikusnak” kell lennie, és minden keletkezett nem-neutrínó részecskét észlelnie, nem lehet vakfoltja. A detektorok teljesítményének fenntartása a protonnyalábokat körülvevő erős sugárzásnak kitett területeken jelentős mérnöki kihívás.

### Belső detektor

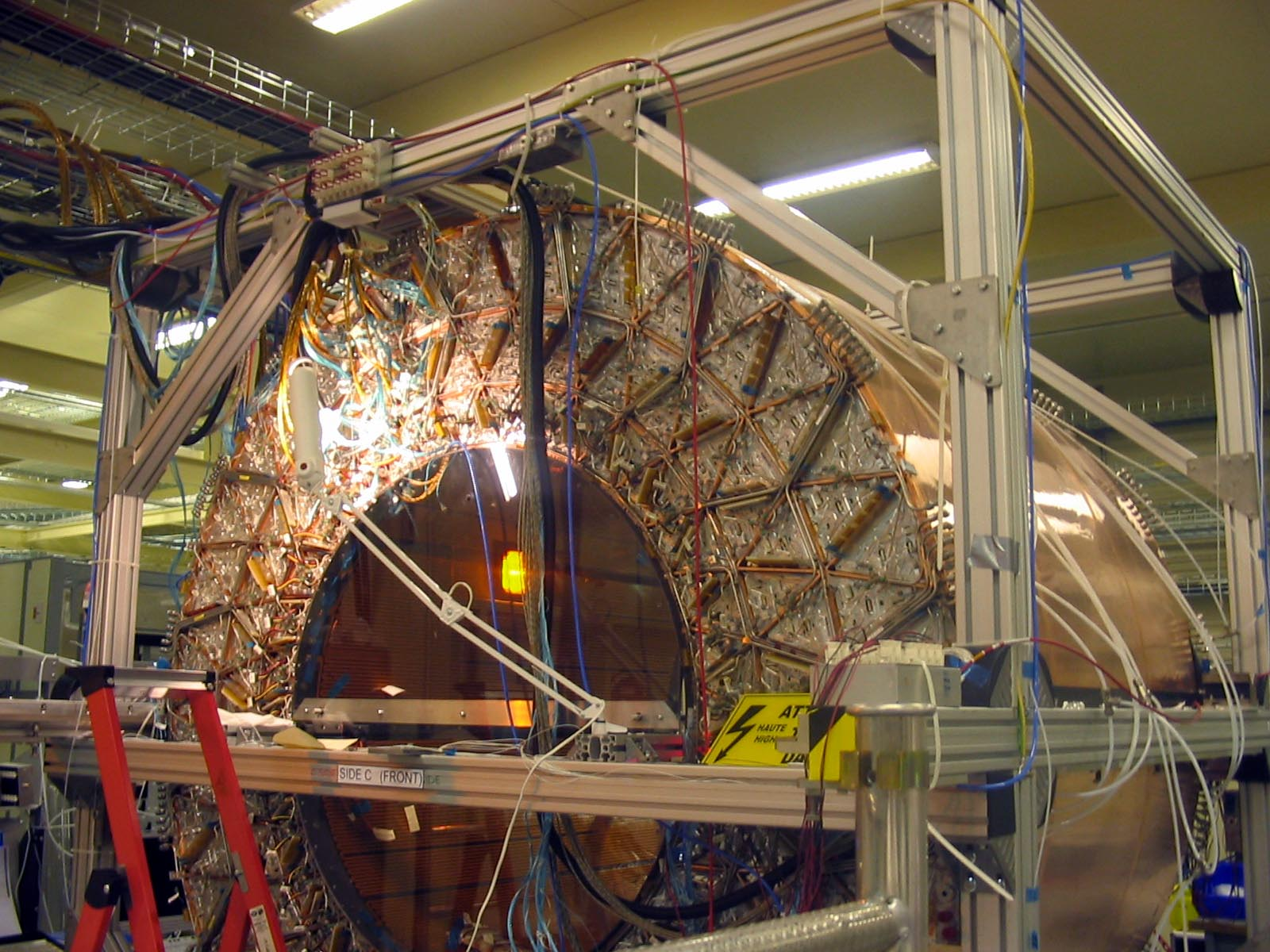
Az ATLAS TRT középső része, a belső detektor legkülső rétege még a felszínen összeállítva a kozmikus sugárzás adatait méri 2005 szeptemberében

A belső detektor (Inner Detector) a protonnyaláb tengelyétől pár centiméterre kezdődik és 1,2 méteres sugárig tart. Alapvető funkciója a töltött részecskék pályájának rögzítése azáltal, hogy az anyaggal való kölcsönhatását megfigyeli, ezáltal részletes információkat szolgáltat a részecske típusára és lendületére. A mágneses mező teszi lehetővé a töltés előjelének megállapítását azáltal, hogy merre térül el a részecske, és lendület mérését, ugyanis a pálya görbületéből meghatározható. A nyom kezdőpontja fontos a részecske azonosításához, például ha a részecske máshonnan látszik jönni mint az ütközési pont, akkor ez annak a jele lehet, hogy a részecske a nagyon rövid élettartamú b-kvark bomlásából keletkezett. A belső detektor három részből áll, amelyeket alább részletezünk.
A pixeldetektor, a legbelső detektorrész három rétegből áll és három korongból mindkét végén, összesen 1744 modulból. Mindegyik modul két centiméterszer hat centiméteres felületet mér. A detektorréteg 250 µm vékonyságú szilícium. Mindegyik modul 16 kiolvasó chipet és további elektronikai összetevőket tartalmaz. A legkisebb kiolvasható egységet pixelnek nevezzük, nagyjából 47 000 pixel helyezkedik el egy modulon. A kis pixelméret teszi lehetővé a nagyon pontos pályameghatározást az ütközési ponthoz közel. A pixeldetektornak 80 millió kiolvasó csatornája van, amely nagyjából a kiolvasási csatornák fele; az a nagy szám nagy tervezési és mérnöki kihívás. A másik nagy kihívás a pixeldetektort érő sugárzás az ütközési pont közelsége miatt.
A félvezető nyomjelző (Semi-Conductor Tracker, SCT) a középső összetevője a belső detektornak. A feladata a pixeldetektoréhoz hasonló, de pixelek helyett nagyobb területet lefedő keskeny csíkokat tartalmaz. A méretük 80 µm-szer 12,6 cm. Az SCT a nyalábra merőleges síkban észlel. A legkritikusabb része a belső detektornak, mivel jóval nagyobb területről gyűjti a részecskéket mint a pixeldetektor nagyobb számú érzékelőponttal és közel azonos felbontással (habár csak egy dimenzióban). Négy dupla rétegű szilíciumcsíkból áll, és 6,2 millió kiolvasócsatornája van, a teljes felülete 61 négyzetméter.
Az átmenetisugárzás-detektor (Transition Radiation Tracker, TRT) – a belső detektor legkülső rétege – tulajdonképpen szalmakamra (straw tracker) és átmenetisugárzás-detektor összetétele. Sok vékony csövet (straw = szalma) tartalmaz, mindegyik 4 mm átmérőjű és némelyek hossza a 144 centimétert is eléri. Sokkal gyengébb a felbontása, mint a másik két detektornak, ez szükséges áldozat a nagyobb térfogatért. Minden csövecske gázzal töltött, mely ionizálódik, mialatt egy töltött részecske áthalad rajta. Az ionok áramot hoznak létre a csőben futó nagyfeszültségű vezetékben, olyan jelalakot hozva létre a csövekben, mely lehetővé teszi a részecskepálya meghatározását. A detektorréteg váltakozó váltakozva nagyon eltérő törésmutatójú rétegeket is tartalmaz, amelyben a közeghatáron áthaladó töltött részecskék úgynevezett átmeneti sugárzást hoznak létre és a csövekben is jóval erősebb jel keletkezik ezáltal. Mivel az átmeneti sugárzás erőssége nagyobb az erősen relativisztikus részecskékre (azokra, amelyek sebessége nagyon közel van a fénysebességhez), és az azonos energiájú részecskék közül a kisebb tömegűek sebessége nagyobb, ezért a nagyon erős jellel rendelkező részecskenyomokat bizonyosan a legkönnyebb töltött részecske, az elektron adja. A TRT-nek nagyjából 350000 csöve van összesen.

### Kaloriméterek

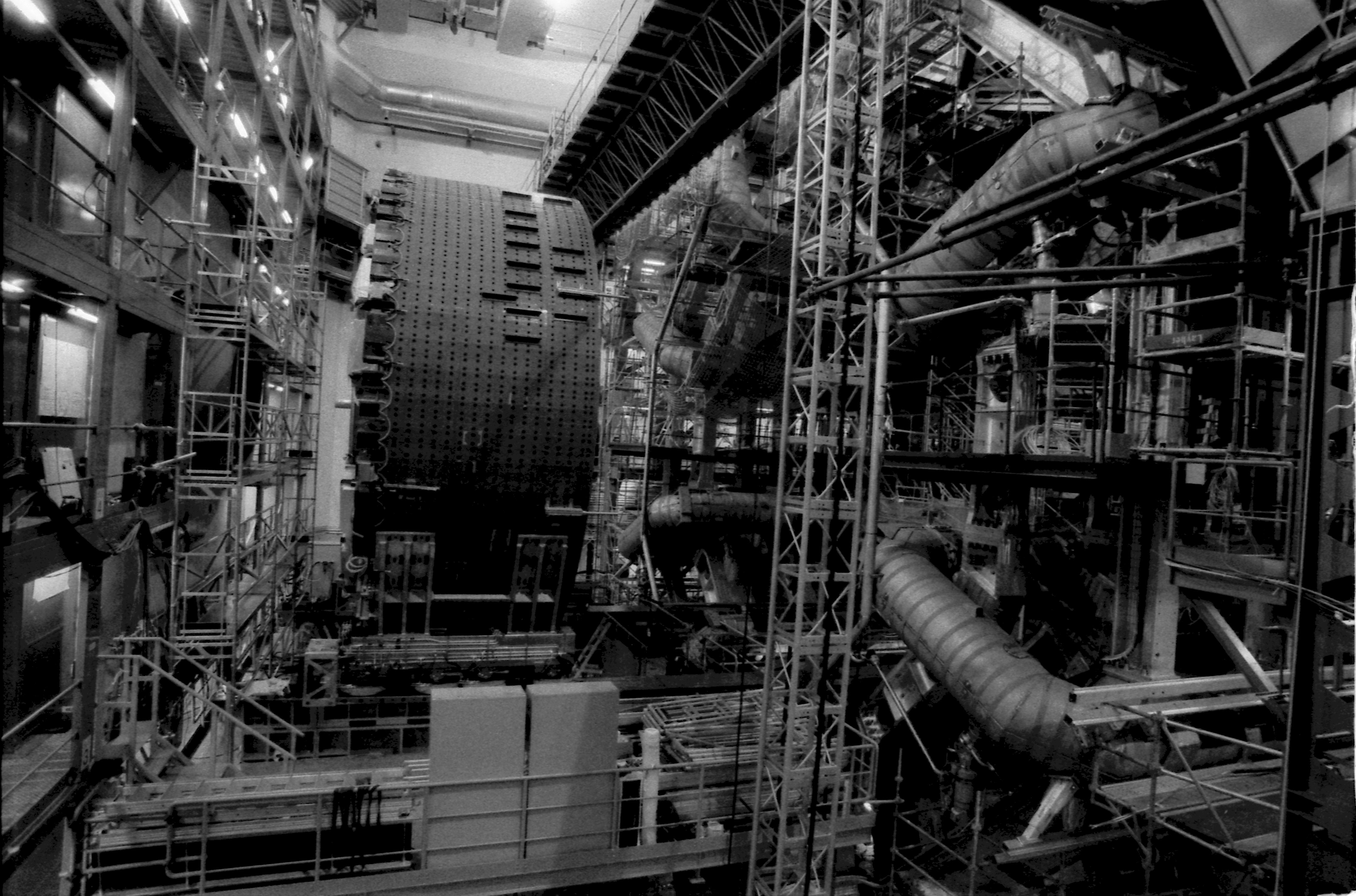
A hadronkaloriméter egyik része behelyezésre vár 2006 februárjának végén

A kaloriméterek a belső detektort körülvevő szolenoid mágnesen kívül találhatóak. Feladatuk a részecskék energiájának mérése úgy, hogy teljesen lefékezi a részecskét. Kétféle alapvető kalorimétertípus van: egy belső elektromágneses kaloriméter és egy külső hadronkaloriméter. Mindkettő mintavételező kaloriméter, amely azt jelenti, hogy az energiát nagysűrűségű fémben nyelik el, és periodikusan mintát vesznek a keletkező részecskezáporból, ebből határozzák meg az energiát.
Az elektromágneses (EM) kaloriméter azoknak az energiáját nyeli el, amelyek elektromágnesesen kölcsönhatnak: a töltött részecskékét és a fotonét. Ebben a rétegben az elektronok és fotonok teljesen elnyelődnek, a töltött hadronok és a müonok viszonylag kevés energiát adnak le. Nagy pontossággal méri ez elnyelt energiát és az energialeadás helyét is. (A részecskepályának az irányát nagyjából 0,025 radián pontossággal méri.) Az energiát ólom és rozsdamentes acél nyeli el, a mintavétel folyékony argonban történik, mint mintavevő anyagban. Kriosztát szükséges, az EM kaloriméter elegendően hidegen tartásához.
A hadronkaloriméter nyeli el és méri azoknak a részecskéknek az energiáját, amelyek túljutnak az elektromágneses kaloriméteren, de az erős kölcsönhatásban részt vesznek: ezek a hadronok (pionok, proton, neutron …). Ez kevésbé pontos az energiamérésben és helymeghatározásban is (0,1 radián pontosságú csak). Az energiaelnyelő anyag acél, szcintilláló rétegekkel, amelyek a leadott energiát összegyűjtik. A hadron teljes kezdeti energiájának megállapításához az elektromágneses kaloriméterben leadott energiát is figyelembe kell venni. A kaloriméter legtöbb tulajdonságát a költséghatékonyság határozza meg; az eszköz nagy és rengeteg összetevőből áll: a kaloriméter fő része nyolc méter átmérőjű, és a nyaláb tengelyének irányában 12 méter hosszúságú.
A lezáró részen kellően hidegen tartott folyékony argon található, és vörösréz, valamint wolfram abszorbeálja az idáig eljutó részecskéket.

### Müonspektrométer
A müonspektrométer egy rendkívül nagy straw tracker, amely a kaloriméterektől a detektor külsejéig tart. Az óriási méret a müonok lendületének meghatározásához szükséges, a müonok ugyanis áthaladnak a detektor belsőbb rétegein. Az mérés azért fontos, mert a müon fontos szerepet játszik több érdekes fizikai folyamatban, valamint az eseményben létrejövő részecskék teljes energiája sem mérhető, ha a müonét figyelmen kívül hagyjuk. A müondetektor működése hasonló a belső detektoréhoz, a mágneses mezőben elgörbülő pálya görbületéből a lendület számolható, csupán a mágneses mező elrendezése más itt, a térfogat jóval nagyobb, és a térbeli felbontás jóval kisebb. Továbbá egyszerűen a müonok azonosítására is szolgál, mivel nem nagyon várható, hogy más részecske keresztülhaladna a kalorimétereken, és nyomot hagyna a müonspektrométerben. Ez a detektorréteg közel egymillió kiolvasási csatornával rendelkezik, és a detektor teljes mérőfelülete 12 000 négyzetméter.

### A mágnesrendszer

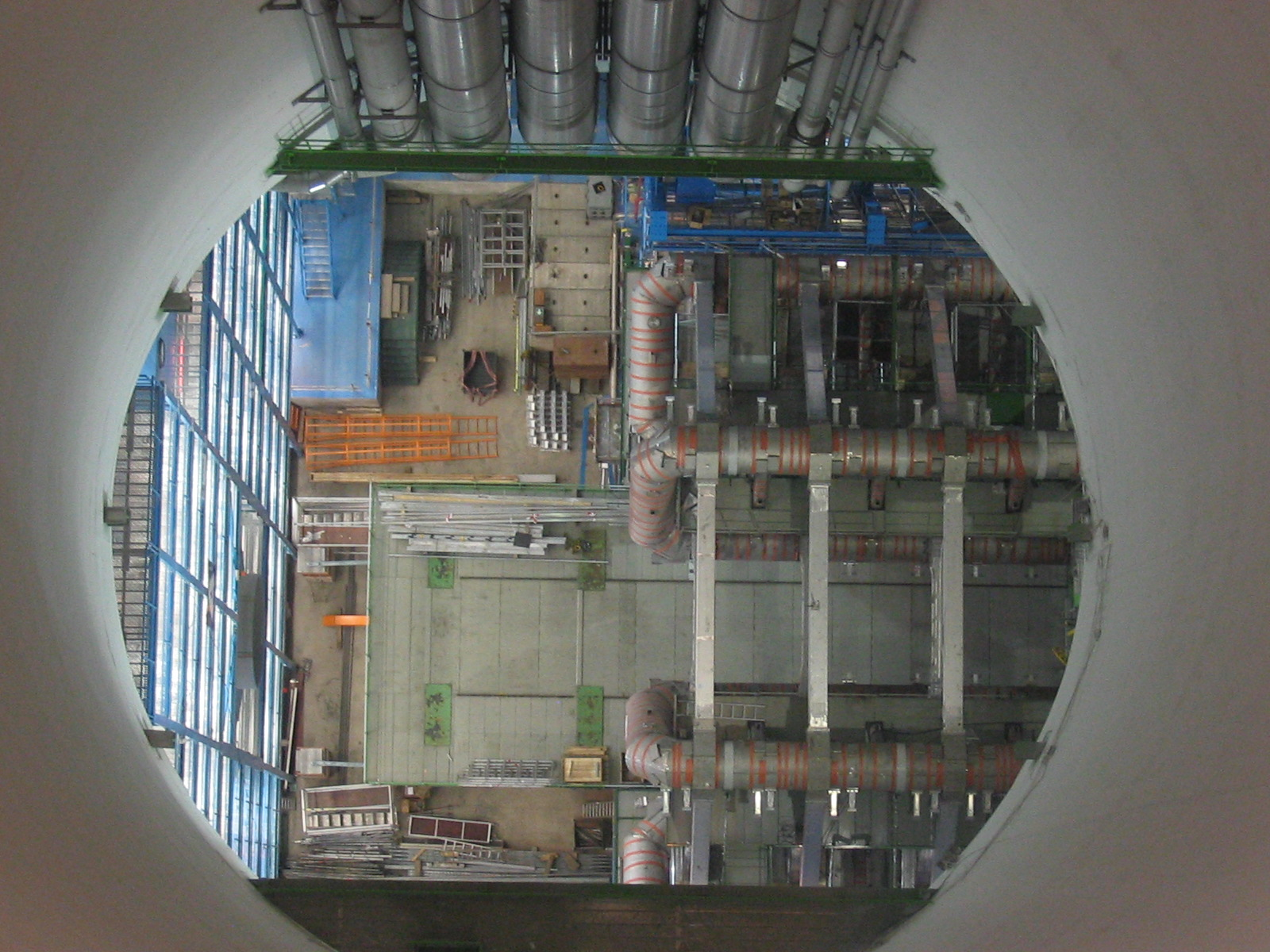
Az ATLAS felülről, a felszín felől nézve 2005 szeptemberében. Itt már helyén van négy mágnes a nyolcból

Az ATLAS-detektor két nagy mágnesrendszerrel rendelkezik, hogy a lendület méréséhez a részecskék pályáját meggörbítse. A részecskék pályája a Lorentz-erő miatt görbül el, mely erő a sebességgel arányos. Mivel az LHC protonütközéseiben keletkező részecskék közel fénysebességgel fognak mozogni, a részecskékre ható erő közel azonos. (A speciális relativitáselmélet szerint a lendület már nem arányos a sebességgel ilyen nagy sebességeknél.) Emiatt a nagyobb lendületű részecskék csak kicsit fognak eltérülni, az alacsonyabb lendületűek viszont jelentősen; a görbület mértéke mérhető, és ebből a lendület meghatározható.
A belső szolenoidmágnes két teslás mágneses mezőt hoz létre a belső detektorban. Ez a nagy lendületű részecskék pályáját is elegendően meggörbíti, hogy meghatározható legyen a lendület. A 400 MeV/c-nél kisebb lendületű részecskék pályája annyira meggörbül, hogy nem hagyják el a belső detektort, és az energiájukat nem mérik meg, de az energiájuk nagyon kicsi az ütközés több TeV-es energiájához képest.
A külső toroidális mágneses mezőt nyolc nagy légmagos szupravezető hurok hozza létre a hordórészen, és kettő a lezáró részen, mindegyik a kalorimétereken kívül a müonrendszerben helyezkedik el. Ez a mágneses mező 26 méter hosszú és 20 méter átmérőjű és 1,2 gigajoule energiájú. A mágneses tér nem homogén, ugyanis ekkora szolenoid alakú mágnest lehetetlen (vagy legalábbis rendkívül költséges) lenne építeni. Szerencsére a mérésnek nem szükséges olyan pontosnak lennie ebben a nagy térfogatban ahhoz, hogy a müonok lendületét elég pontosan megmérjük.

## Az adatok kiválogatása, tárolása és analízise
A triggerrendszer egyszerű adatokat vizsgál, hogy azonosítsa valós időben a legérdekesebb eseményeket detektor középpontjában végbemenő másodpercenkénti 40 millió nyalábkereszteződés eseményei közül. Három triggerszint van, az első a detektor elektronikáján alapul, a másik kettő egy nagy számítógépklaszteren (sok összekapcsolt számítógépen) fut a detektor közelében. Az első szintű trigger után nagyjából másodpercenként százezer eseményt választanak ki. A harmadik szint után pár száz eseményt tárolnak további vizsgálat céljára. Ez az adathalmaz másodpercenként több mint 100 megabyte diszkterületet igényel, évente legalább petabyte-nyit.
Az eseményrekonstrukciót a tárolt adatokon hajtják végre, melynek során a jelekből megállapítják, milyen fizikai objektumok, például dzsetek, fotonok és leptonok jöttek létre. A Grid-et, a számítógépek világméretű összekapcsolt hálózatát használják fel az eseményrekonstrukcióhoz, mely lehetővé teszi azoknak a CPU-igényes számításoknak a párhuzamos végrehajtását egyetemek és laboratóriumok számítógépein, melyek a nagy nyers adathalmazból a fizikai elemzéshez megfelelő adatokat nyernek. Az ehhez szükséges szoftvereket sok év óta fejlesztik, és a kísérlet futása alatt is folyamatosan finomítják majd. A BOINC keretén belül, otthoni számítógépekkel is részt lehet venni az ATLAS@Home projektben.
Az együttműködés egyénei és csoportjai fognak számítógépes programokat írni, hogy ezeket az objektumokat tovább vizsgálják, hogy a megfigyelt részecskék mintázataikban feltételezett részecskéket keressenek, vagy a mintázatok segítségével fizikai modelleket próbáljanak ki. Ezeknek a programoknak az írását már meg is kezdték, és a részecskék kölcsönhatásainak szimulált eseményein tesztelik. Ezek a szimulációk lehetőséget teremtenek arra, hogy megvizsgálják, hogyan lehet az egyes új részecskéket megfigyelni, és mennyi időbe telik, amíg valamilyen statisztikai bizonyossággal elfogadható adatokat kapunk.